# 사이바커구

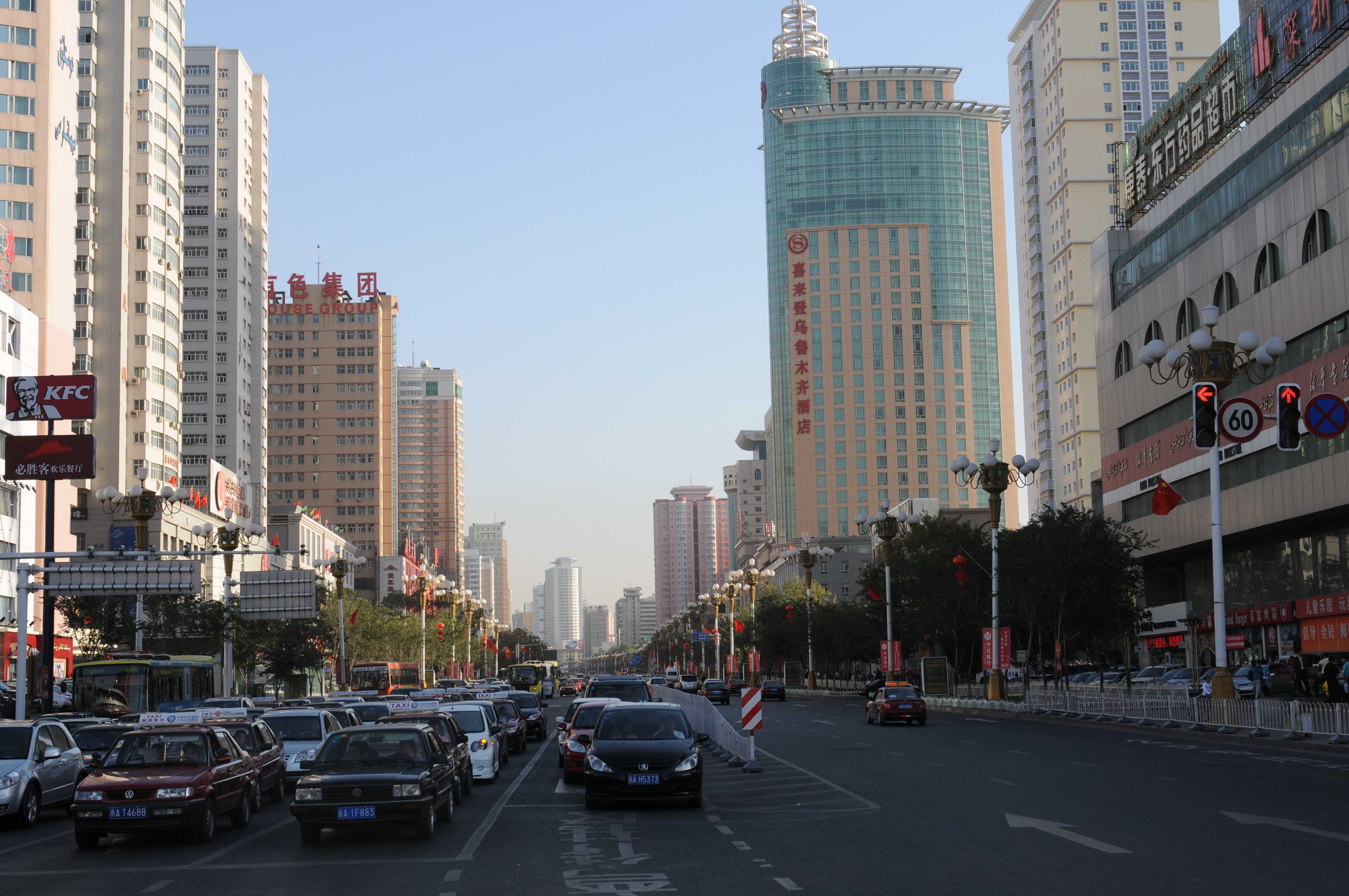

사이바커구(위구르어: سايباغ رايونى 사이바그 구, 중국어: 沙依巴克区, 병음: Shāyībākè Qū)는 신장 위구르 자치구 우루무치 시의 현급 행정구역이다. 넓이는 422km2이고, 인구는 2007년 기준으로 520,000명이다.

## 행정 구역
18개 가도를 관할한다.
- 가도변사소: 长江路街道、和田街街道、扬子江路街道、友好南路街道、友好北路街道、八一街道、炉院街街道、西山街道、雅玛里克山街道、红庙子街道、长胜东街道、长胜西街道、长胜南街道、火车南站街道、仓房沟片区街道、环卫路街道、骑马山街道、平顶山街道